# Чотири кроки в хмарах
«Чотири кроки в хмарах» (італ. 4 passi fra le nuvole, на постері: «Quattro passi fra le nuvole») — італійський трагікомедійний фільм 1942 року, поставлений режисером Алессандро Блазетті. Вважається одним з фільмів-передвісників італійського неореалізму. На основі сюжету стрічки знято декілька римейків: «Під небом Провансу» (фр. Sous le ciel de Provence, Франція, 1956 рік), «Прогулянка в хмарах» (США, 1995 рік), «Декілька слів про кохання» (Індія, 2000 рік) та інші.

## Сюжет
Паоло Б'янкі — торговець кондитерськими виробами, комівояжер середнього віку, що веде розмірене, але нудне життя зі сварливою дружиною в одному з міст на півночі Італії. Під час чергової службової поїздки на південь країни в потягу він звертає увагу на молоду жінку, яка, не маючи квитка і грошей на його купівлю, намагається виправдатися перед контролером. Паоло встає на її захист. В помсту контролер знаходить, що проїзні документи самого Б'янкі оформлені не вірно, і висаджує його на найближчій станції. Комівояжер вимушений скористатися автобусом. Там він зустрічає дівчину з потягу і знайомиться з нею. Її історія сумна, хоча досить тривіальна: вона кинута коханим, чекає дитину і, абсолютно не маючи коштів для існування, не знає як з'явитися перед люблячими, але строгими батьками. Марія благає нового знайомого заїхати до її родини й назватися її чоловіком. Паоло погоджується, але брат дівчини дуже швидко розкриває обман. Проникливою промовою головний герой умовляє батька пробачити доньку.

## У ролях
| • Джино Черві      | … | Паоло Б'янкі                   |
| • Адріана Бенетті  | … | Марія                          |
| • Гудітта Ріссоне  | … | Клара Б'янкі                   |
| • Карло Романо     | … | Антоніо, водій автобуса        |
| • Гуїдо Челано     | … | Паскуале, брат Марії           |
| • Маргеріта Сейлін | … | Луїза, мати Марії та Паскуале  |
| • Альдо Сільвані   | … | Лука, батько Марії та Паскуале |
| • Оресте Біланчіа  | … | бакалійник                     |

## Знімальна група
- Автори сценарію — Джузеппе Амато, Алессандро Блазетті, Альдо де Бенедетті, П'єро Телліні, Чезаре Дзаваттіні
- Режисер-постановник — Алессандро Блазетті
- Продюсер — Джузеппе Амато
- Композитор — Алессандро Чиконьїні
- Оператор — Вацлав Віх
- Монтаж — Маріо Серандреї
- Художник-постановник — Вірджиліо Марчіні
- Художник-декоратор — Фердінандо Руффо

## Художні особливості і критика
Теоретик кінематографу Жорж Садуль назвав фільм цікавим, але нерівним. Сцени в автобусі чарівні і мають непередаваний національний колорит: строкатий натовп глузливих людей, що підкріплюють свою мову емоційною жестикуляцією, сміх, сварки і абсолютний безлад у салоні. Хоча така побутова замальовка виходила за грані догми, що просувався Муссоліні — «Італія це країна, де потяги приходять вчасно». Друга ж половина стрічки, що відбувається в павільйонних селянських інтер'єрах, — посередня та умовна. Слід зазначити, що в цілому фільм не виходив за рамки пропаганди діючого режиму, але й не містив фашистської риторики.